# Carl August von Raczek
Carl August von Raczek (geb. um 1700 in Schlesien; gest. 23. Oktober 1763 in Olschowa) war ein preußischer Landrat.

## Leben
Carl August von Raczek war der Sohn von George Dluhosch von Kopenitz, genannt von Raczek. Das alte polnische zu dem Stamme der Warnia gehörende Adelsgeschlecht Raczek, hieß ursprünglich Dluhosch von Kopenitz. Am 19. Oktober 1635 wurden diesem durch Kaiser Ferdinand II. ein Erneuerungsdiplom für den der Familie zustehenden böhmischen Ritterstand ausgestellt. Carl August von Raczek wurde mittels Ordre vom 24. April 1755 zum Nachfolger von Johann Wenzel von Schneckenhaus als Landrat des Kreises Groß Strehlitz ernannt. Das Amt als Landrat übte er bis 1763 aus, sein Nachfolger wurde Gottfried Diprand von Reibnitz.

## Persönliches
Carl August von Raczek war Erbherr auf Olschowa, wo er 1763 verstarb. Er war mit Gottliebe († 1793 in Schakanau), geb. von Loewencron, verheiratet.